# Phanerotoma bannensis
Phanerotoma bannensis är en stekelart som beskrevs av Masi 1944. Phanerotoma bannensis ingår i släktet Phanerotoma och familjen bracksteklar. Inga underarter finns listade i Catalogue of Life.